# أريك داي
أريك داي (بالإنجليزية: Eric Day)‏ (6 نوفمبر 1921 المملكة المتحدة - 10 نوفمبر 2012) هو لاعب كرة قدم بريطاني سابق كان يلعب كمهاجم.

## روابط خارجية
- أريك داي على موقع قاعدة بيانات كرة القدم.إي يو (الإنجليزية)